# Молдавска съветска социалистическа република
Молдавската съветска социалистическа република (Молдавска ССР, МССР) е една от републиките на Съветския съюз (2 август 1940 – 27 август 1991). Намирала се е в югозападната част СССР. На запад е граничила с Румъния, на изток, север и юг – с Украинската ССР.

## История

### Присъединяване на Бесарабия към СССР
На 23 август 1939 година е подписан Пактът Рибентроп-Молотов – договор за ненападение между Германия и Съветския съюз. В секретния, допълнителен протокол към този договор са разграничават сфери на влияние в Източна Европа и в частност се подчертава интереса на СССР спрямо Бесарабия.
На 26 и 27 юни 1940 година правителството на СССР отправя на румънското правителство две ноти, в които се иска връщане на Бесарабия на Съветския съюз. Кралският съвет на Румъния е принуден да се съгласи със съветските искания. С нота от 28 юни 1940 година правителството на Румъния се съгласява с предложението да върне Бесарабия, а също така и с кратките срокове на изтегляне на своите войски и администрация. В същия ден, на 28 юни, в Бесарабия нахлуват частите на Червената армия.

### Образуване на Молдавската ССР
На 2 август 1940 г. на VII сесия на Върховния съвет на СССР е приет Закон за образуване на съюзна Молдавска съветска социалистическа република.
В състава на Молдавската ССР са включени: град Кишинев, 6 от 9 уезда на Бесарабия (Белцки, Бендерски, Кахулски, Кишиневски, Оргеевски и Сорокски), а също и град Тираспол и 6 от 14 района на бившата Молдавската АССР (Григориополски, Дубосарски, Каменски, Рибницки, Слободзейски и Тирасполски). Останалите райони на МАССР – Акермански, Измаилски и Хотински уезди на Бесарабия са присъединени към Украинската ССР.
По-късно, през ноември 1940 година, границата между МССР и УССР е изменена. Към Украинската ССР са присъединени 61 населени места с население 55 хил. души (46 населени места от Бендерски уезд, 1 населено място от Кахулски уезд, 14 населени места от бившите райони на МАССР). Към Молдавската ССР са присъединени 96 населени места с население 203 хил. души (76 населени места на Хотинския уезд, 6 – от Измаилски и 14 Акермански уезди). Тези изменения са мотивирани с това, че в населените места, предадени на Молдавската ССР, преобладавало молдовско население, а в предадените на Украинската ССР – украинско, българско и руско население.
След тези промени, територията на МССР съставлявала 33,7 хил. км², население – 2,7 млн. души, от които 70 % молдовани. Столицата на републиката е град Кишинев.

### Обявяване на независимостта на Молдова
На 23 юни 1990 година Молдовската ССР заявява своя суверенитет, а на 27 август 1991 – своята държавна независимост. Първият президент на независима Молдова е Мирча Снегур.
На 17 март 1991 се провежда Всесъюзен референдум за запазване на Съюза на съветските социалистически републики, но органите на властта в Молдова възпрепятстват провеждането на референдума на територията на републиката.

## Население
Националният състав (по данни от 1970 г.):
| Националност | хил. души |
| ------------ | --------- |
| молдовани    | 2304      |
| украинци     | 507       |
| руснаци      | 414       |
| гагаузи      | 125       |
| евреи        | 98        |
| българи      | 74        |
| беларуси     | 10        |

По време на Съветската власт населението в Молдова нараства с по-бързи темпове, отколкото е средния прираст за СССР. Това обусловя по-висок естествен прираст на населението на Молдова в сравнение с останалата част на СССР като цяло и положителна миграция на населението в републиката.